# Club Natació Atlètic Barceloneta
El Club Natació Atlètic-Barceloneta es un club deportivo, que nació de la fusión entre el Club Natació Atlètic, fundado en el año 1913 y el Barceloneta Amateur Club (después denominado Club Natació Barceloneta), fundado el año 1929.
Su objetivo principal es la promoción de la natación y el waterpolo.

## Historia
Entre el 6 de noviembre de 2005 y el 22 de noviembre de 2009 el club logró una serie de 132 victorias consecutivas en competiciones nacionales (copa del rey, liga y supercopa), que finalizó tras la derrota frente al Terrasa por 11-10 en la sexta jornada de la Liga de 2009.

## Palmarés
- Copa de Europa (1):  (2014).
- Supercopa de Europa (1): (2014).
  - Bronces de la Liga de Campeones (4): (2013, 2015, 2018 y 2023).
- Ligas (23): (1969-70, 1972-73, 1973-74, 2000-01, 2002-03, 2005-2006, 2006-07, 2007-08, 2008-09, 2009-10, 2010-11, 2011-12, 2012-13, 2013-14, 2014-15, 2015-16, 2016-17, 2017-18, 2018-19, 2019-20, 2020-21, 2021-22 y 2022-23).
- Copas del Rey (21): (1999-00, 2000-01, 2003-04, 2005-06, 2006-07, 2007-08, 2008-09, 2009-10, 2012-13, 2013-14, 2014-15, 2015-2016, 2016-17, 2017-18, 2018-2019, 2019-20, 2020-21, 2021-22, 2022-23, 2023-24 y 2024-25).
- Supercopas de España (19): (2001, 2003, 2004, 2006, 2007, 2008, 2009, 2010, 2011, 2013, 2015, 2016, 2017, 2018, 2019, 2021, 2022, 2023 y 2024).
- Copas de Catalunya (17): (2006, 2007, 2008 y 2009, 2010, 2012, 2013, 2014, 2016, 2017, 2018, 2019, 2020, 2021, 2022, 2023 y 2024).